# Brett Carolan
Brett Carolan é um ex-jogador profissional de futebol americano estadunidense que foi campeão da temporada de 1994 da National Football League jogando pelo San Francisco 49ers.
Ele jogou futebol americano universitário na Universidade Estadual de Washington e fez parte do time que venceu o Super Bowl XXIX.